# Пискуньи (род)
Пискуньи (лат. Arthroleptis) — род бесхвостых земноводных из одноимённого семейства, обитающих в тропической Африке.

## Описание
Общая длина представителей этого рода колеблется от 15 до 55 мм. Голова среднего размера, морда почти треугольная. Глаза с горизонтальными зрачками, над глазами есть большие дуги. Третий палец сильно удлинён.  
Окраска коричневая, красноватая, буроватая. Брюхо обычно светлее спины.

## Образ жизни
Населяют саванны, редколесья, луга. Большую часть времени прячутся в лесной подстилке. Активны ночью, питаются наземными членистоногими — такими, как муравьи и термиты.

## Размножение
Это яйцекладущие земноводные с прямым развитием — отсутствует фаза головастика, из яиц выходят уже сформированные лягушата.

## Распространение
Обитают к югу от пустыни Сахара.

## Классификация
На январь 2023 года в род включают 48 видов:
- Arthroleptis adelphus Perret, 1966 — Камерунская пискунья
- Arthroleptis adolfifriederici Nieden, 1911 — Тучная пискунья
- Arthroleptis affinis Ahl, 1939 — Танзанийская пискунья
- Arthroleptis anotis Loader et al., 2011
- Arthroleptis aureoli (Schiotz, 1964)
- Arthroleptis bioko Blackburn, 2010
- Arthroleptis bivittatus Muller, 1885
- Arthroleptis brevipes Ahl, 1924 — Тоголезская пискунья
- Arthroleptis carquejai Ferreira, 1906 — Ангольская пискунья
- Arthroleptis crusculum Angel, 1950
- Arthroleptis fichika Blackburn, 2009
- Arthroleptis formosus Rodel et al., 2011
- Arthroleptis francei Loveridge, 1953
- Arthroleptis hematogaster (Laurent, 1954) — Краснобрюхая пискунья
- Arthroleptis kidogo Blackburn, 2009
- Arthroleptis krokosua Ernst, Agyei & Rodel, 2008
- Arthroleptis kutogundua Blackburn, 2012
- Arthroleptis lameerei De Witte, 1921
- Arthroleptis langeri Rodel et al., 2009
- Arthroleptis loveridgei De Witte, 1933 — Пискунья Лавриджа
- Arthroleptis mossoensis (Laurent, 1954) — Бурундийская пискунья
- Arthroleptis nguruensis Poynton, Menegon & Loader, 2009
- Arthroleptis nikeae Poynton, 2003
- Arthroleptis nimbaensis Angel, 1950 — Гвинейская пискунья
- Arthroleptis nlonakoensis (Plath, Herrmann & Bohme, 2006)
- Arthroleptis palava Blackburn, Gvozdik & Leache, 2010
- Arthroleptis perreti Blackburn et al., 2009
- Arthroleptis phrynoides (Laurent, 1976) — Жабовидная пискунья
- Arthroleptis poecilonotus Peters, 1863
- Arthroleptis pyrrhoscelis Laurent, 1952 — Красноногая пискунья
- Arthroleptis reichei Nieden, 1911 — Дископалая пискунья
- Arthroleptis schubotzi Nieden, 1911 — Озёрная пискунья
- Arthroleptis spinalis Boulenger, 1919
- Arthroleptis stenodactylus Pfeffer, 1893 — Длиннопалая пискунья
- Arthroleptis stridens (Pickersgill, 2007)
- Arthroleptis sylvaticus (Laurent, 1954) — Лесная пискунья
- Arthroleptis taeniatus Boulenger, 1906
- Arthroleptis tanneri Grandison, 1983 — Большая пискунья
- Arthroleptis troglodytes Poynton, 1963 — Пещерная пискунья
- Arthroleptis tuberosus Andersson, 1905 — Бугорчатая пискунья
- Arthroleptis variabilis Matschie, 1893 — Изменчивая пискунья
- Arthroleptis vercammeni (Laurent, 1954) — Заирская пискунья
- Arthroleptis wageri FitzSimons, 1930
- Arthroleptis wahlbergii Smith, 1849 — Кустарниковая пискунья
- Arthroleptis xenochirus Boulenger, 1905 — Саванная пискунья
- Arthroleptis xenodactyloides Hewitt, 1933 — Страннопалая пискунья
- Arthroleptis xenodactylus Boulenger, 1909
- Arthroleptis zimmeri (Ahl, 1925) — Ганская пискунья

## Галерея

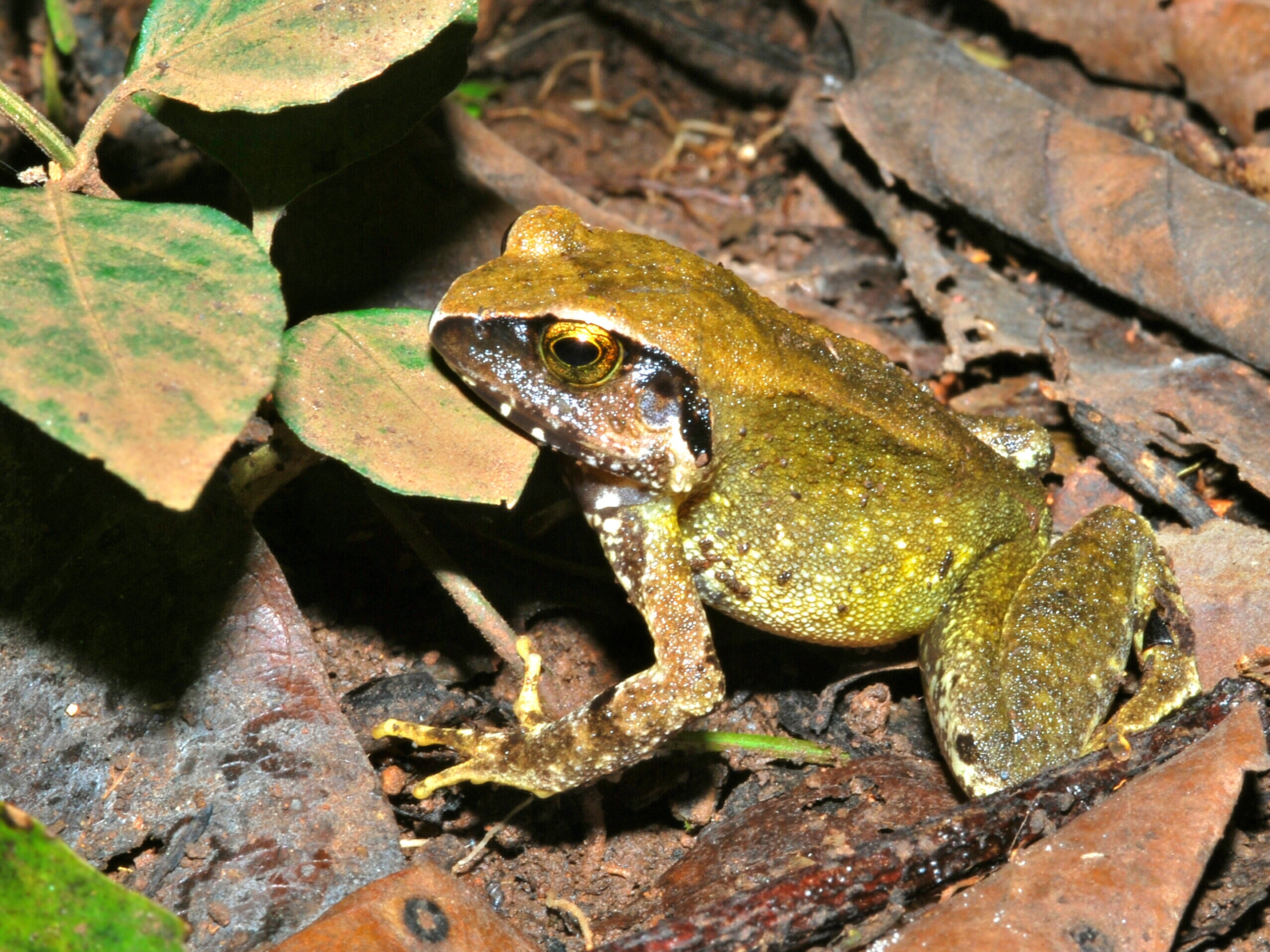
Изменчивая пискунья
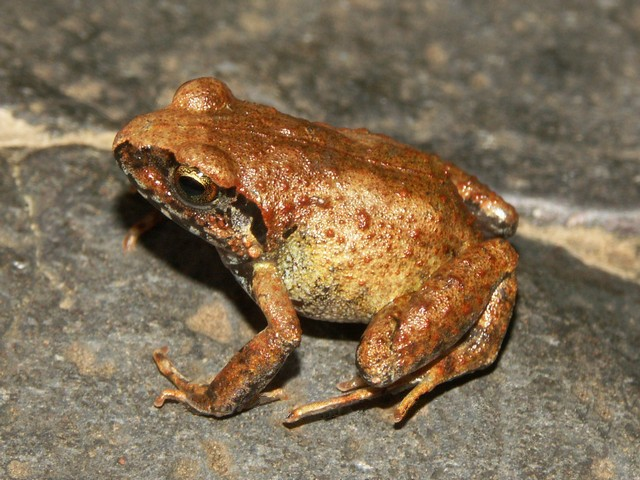
Arthroleptis palava
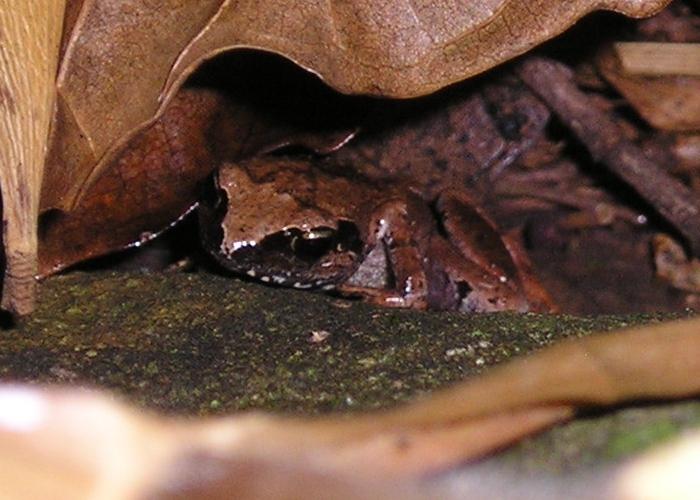
Кустарниковая пискунья
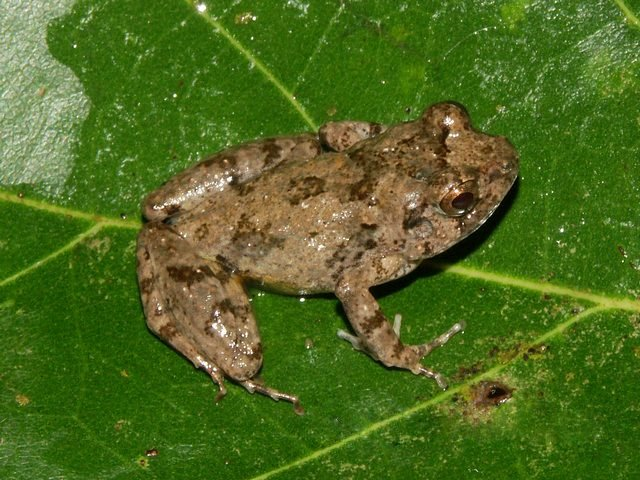
Камерунская пискунья